# Nicolas Antoine Taunay
Nicolas Antoine Taunay  (París, 11 de febrero de 1755-ibidem, 20 de marzo de 1830) fue un pintor francés.

## Biografía
Hijo del pintor Pierre-Henri Taunay (1728-1781), Nicolás Antoine Taunay comenzó a estudiar pintura en 1768 con Nicolas Bernard Lépicié para seguir con Nicolas-Guy Brenet y Francesco Casanova. En 1776, sus obras fueron interpretadas por el grabador Charles-François-Adrien Macret para la ilustración de Journées de l'amour ou heures de Cythère de Constance Lowendal y Claude-Henri de Fusée de Voisenon. De 1784 a 1787, estuvo en Roma becado por la Academia Real de Pintura. Rival de Philibert-Louis Debucourt, Taunay entró en la Académie des Bellas Artes en 1795. En 1805, es elegido, junto con otros pintores, para ilustrar las campañas de Napoleón en Alemania.
Pasada la era napoleónica, Taunay participa en la misión artística organizada por el Conde de Barca, ministro muy carcano al regente don Juan, futuro Juan VI de Portugal. Se embarcó en 1816 con su familia rumbo a Brasil como miembro de la Misión artística francesa. Llegó a Río de Janeiro en 1816 y es nombrado pintor pensionado del reino integrado en el grupo de pintores que fundaron la Academia Real de Bellas Artes. En 1820 fue nombrado profesor en la Academia y obtuvo la cátedra de pintura de paisaje. Pero en 1821 retorna a Francia, por sus desavenencias con el pintor portugués Henrique José da Silva, que había sido nombrado director de la Real Academia de Bellas Artes.
Su hijo, Felix Taunay (1795-1881), llegó a ser profesor de pintura de paisajes y más tarde director de la Academia Imperial de Bellas Artes. Adrien Taunay (1803-1828), su hijo menor, participó como dibujante en las expediciones de Freycinet y Langsdorff.
El pintor Georges Michel (1763-1843) fue alumno suyo.

## Obras en colecciones públicas
- Dijon, museo Magnin : Los Naúfragos.
- Dole, musée des beaux-arts :
  - L’Amant statufié ;
  - Bac sur une rivière.
- Malmaison, castillo de Malmaison : l’Impératrice en voyage reçoit un courrier qui lui apprend la nouvelle d’une victoire.
- Pau, musée national du château de Pau :
  - Henri IV caracolant devant une dame à son balcon ;
  - Henri IV rencontrant Sully blessé, mars 1590.
- Paris, museo del Louvre : L'Extérieur d’un hôpital militaire, dit aussi les Français en Italie.
- Rennes, musée des beaux-arts : Le Rapt.
- Ruan, musée des beaux-arts : Paysage d’Italie aux villageois en fête.
- Versalles, castillo de Versalles :
  - Ataque del castillo de Cosseria, 13 de abril de 1796;
  - Batalla de Ebersberg, 3 de mayo de 1809;
  - Entrada de la guardia imperial a París, junto a la barrera de la marioneta, el 25 de noviembre de 1807;
  - Entrada del ejército francés en Munich, 24 de octubre de 1805;
  - Gerard Van Spaendonck (1746-1822);
  - Hospital Militar en Italia en 1797;
  - El ejército francés desciende al Monte San Bernardo, el 20 de mayo de 1800;
  - El ejército francés cruza los desfiladeros de la Sierra Guadarrama, diciembre de 1808;
  - El general Bonaparte recibe prisioneros en el campo de batalla, 1797;
  - El general Junot en la Batalla de Nazaret, 8 de abril de 1799;
  - Paso de desfiles de Guadarrama, 24 de diciembre de 1808.

## Galería

Obras de Nicolas Antoine Taunay
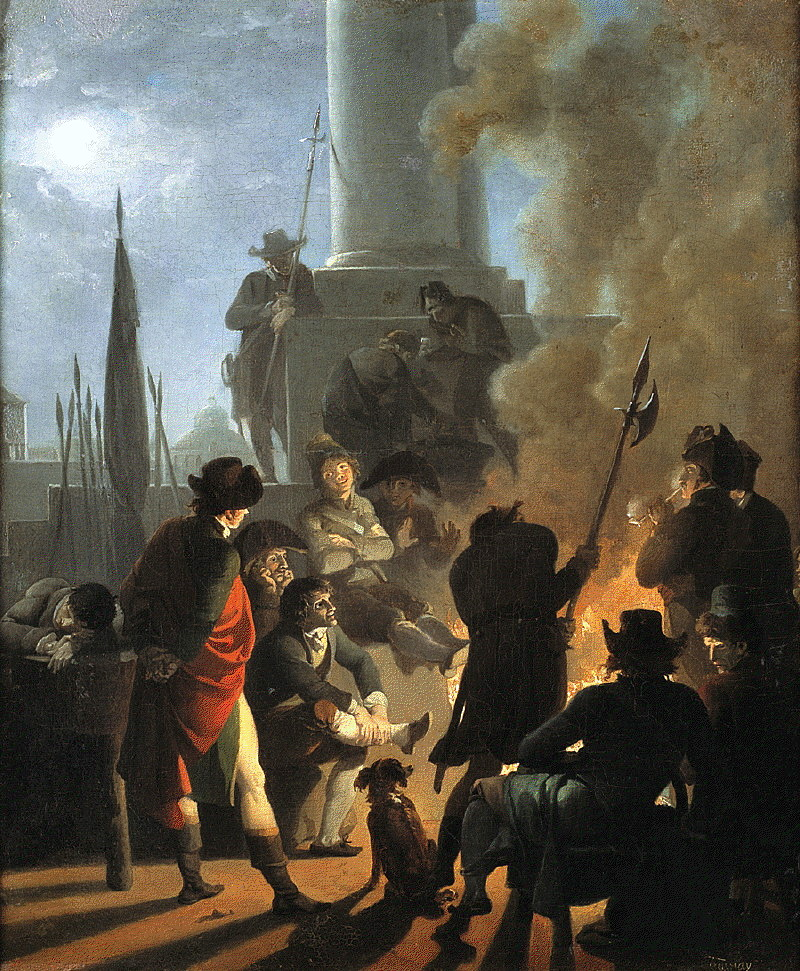
Le Bivouac des sans-culottes (1790), Orléans, Museo de Bellas Artes de Orléans.
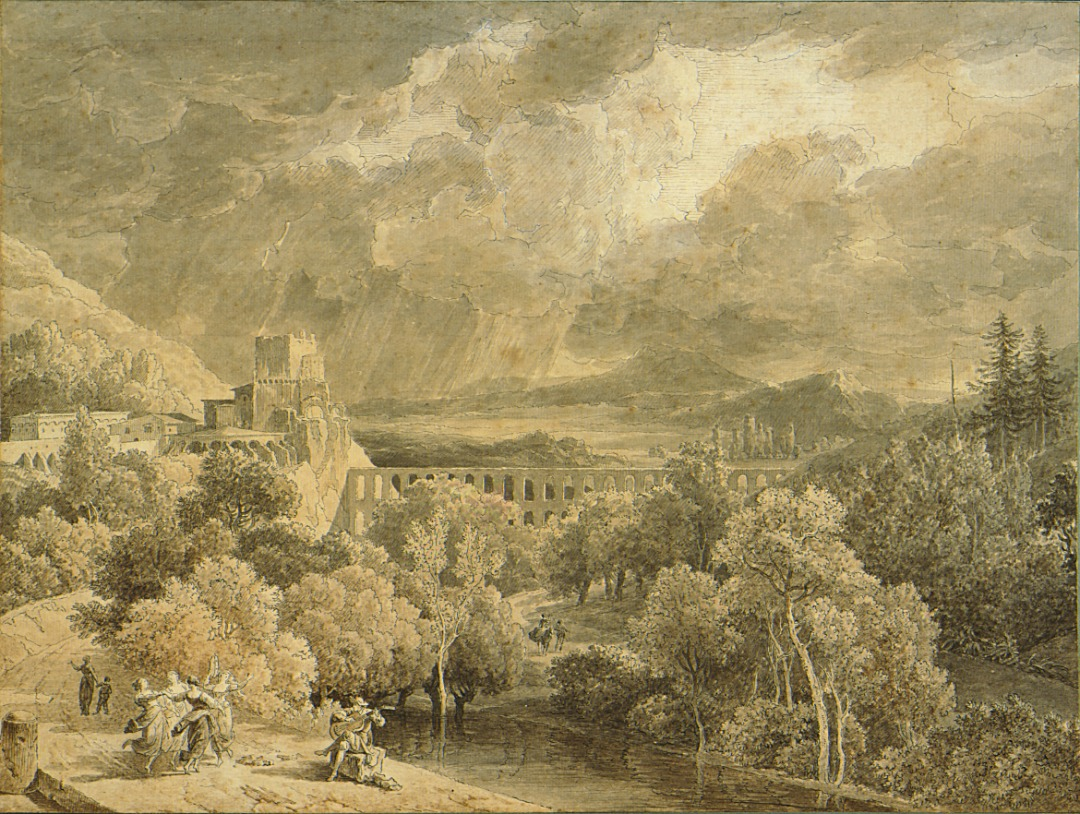
Paisaje con un acueducto (hacia 1810), Museo de Arte del Condado de Los Ángeles.
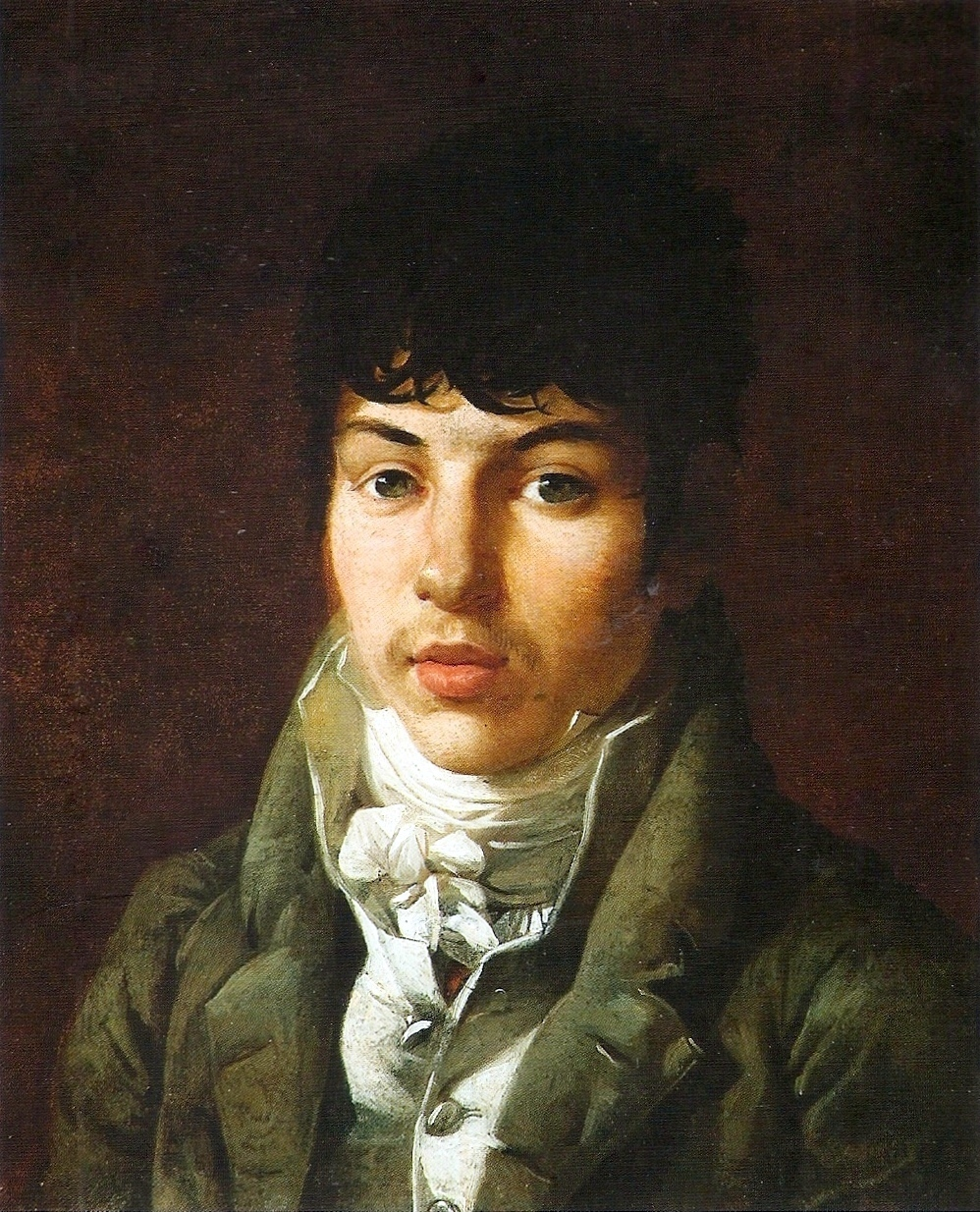
Portrait de Félix-Émile Taunay (hacia 1810), Rio de Janeiro, Museo Nacional de Bellas Artes  de Brasil.
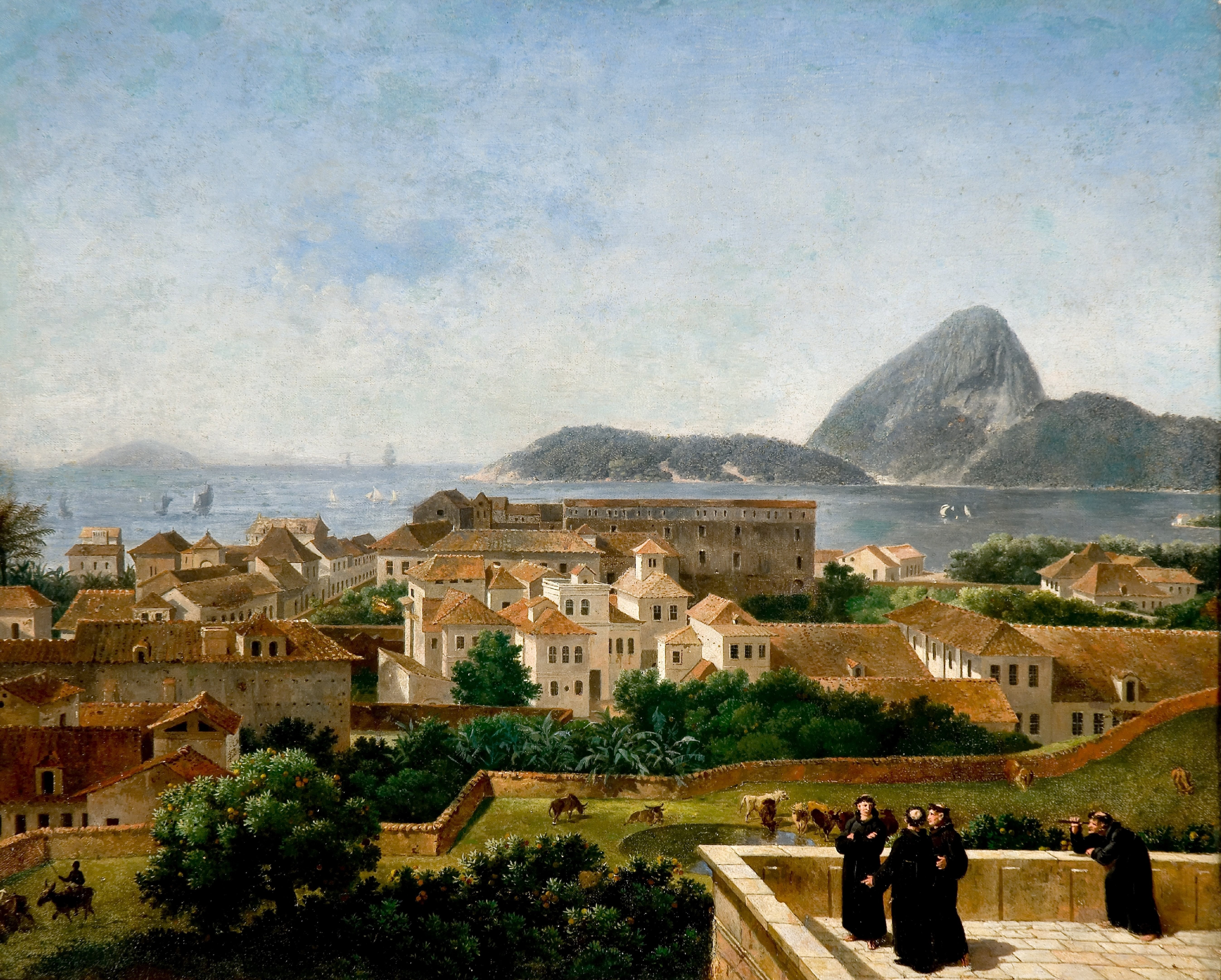
Vista de la colina de San Antonio (1816), Río de Janeiro, Museo Nacional de Bellas Artes  de Brasil.
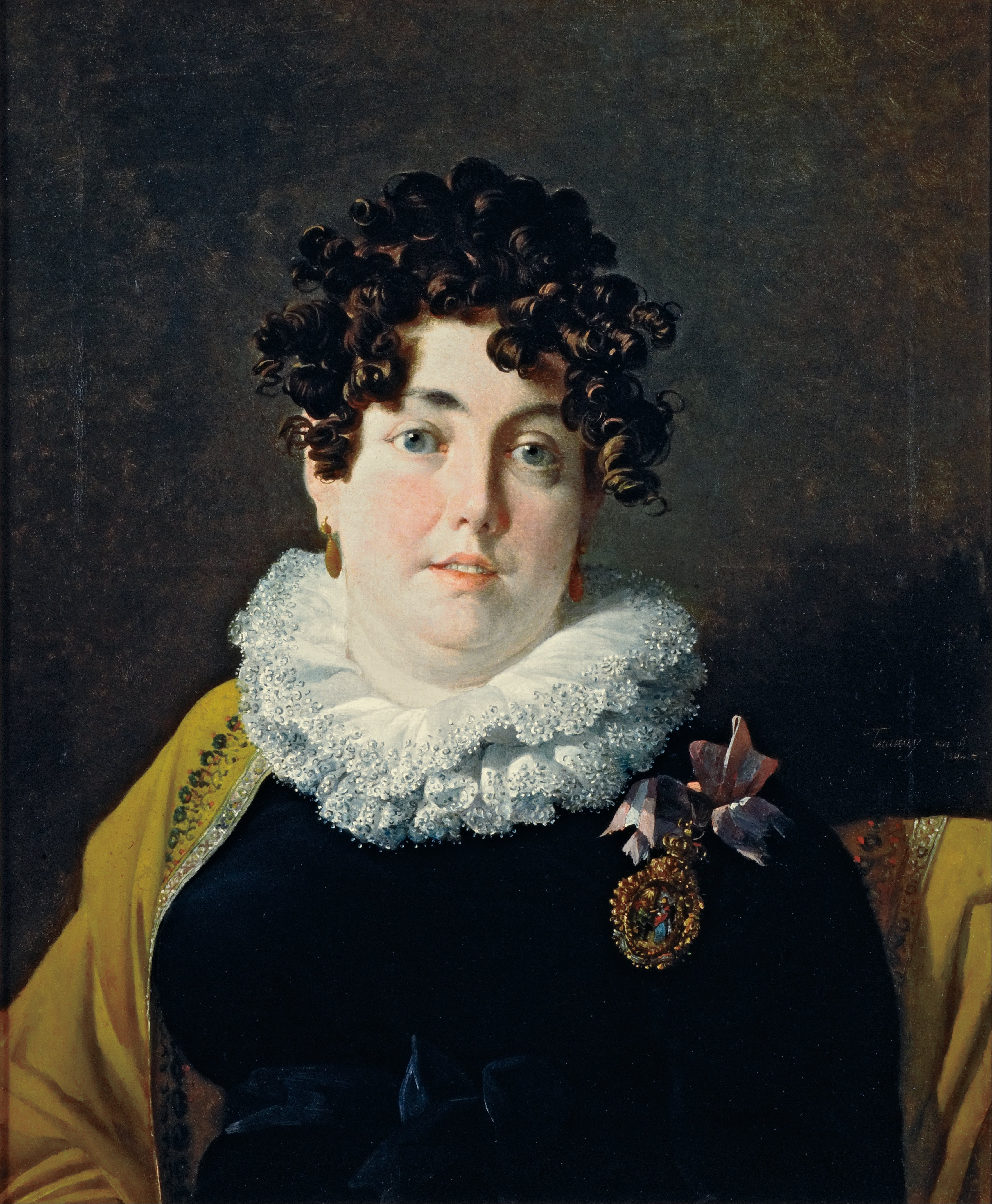
Retrato de la Marquesa de Belas (1816), Pinacoteca del estado de São Paulo.
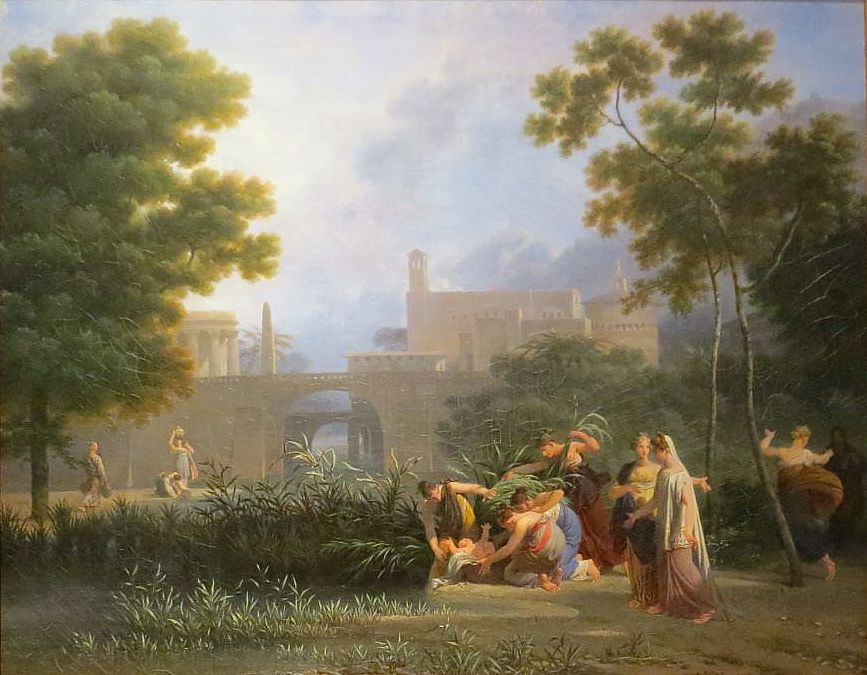
Moises salvado de las aguas  (1827), Río de Janeiro, Museo Nacional de Bellas Artes  de Brasil.
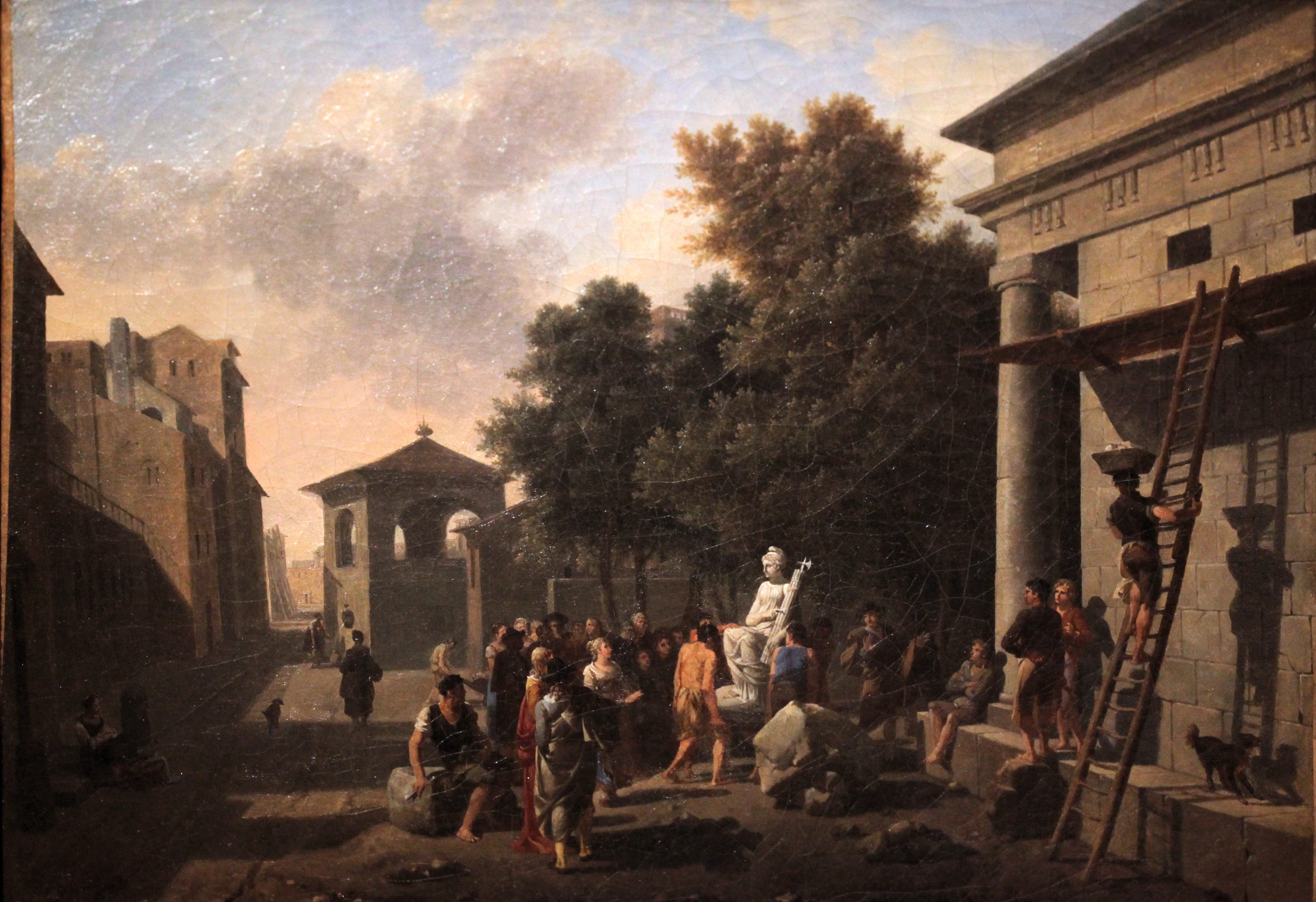
Instalación de una estatua de la República (1793), Vizille, Museo de la Revolución francesa (Vizille).